# Miloš Pohorský
Miloš Pohorský (3. ledna 1929 Praha – 11. května 2013 Praha) byl český literární kritik a historik.
Byl redaktorem akademických Dějin české literatury a sám napsal celou řadu studií o literatuře 19. a 20. století.

## Život
Narodil se na pražském Žižkově v rodině bankovního úředníka. Vystudoval Akademické gymnázium v Praze, kde maturoval v roce 1948. Poté studoval literární vědu a estetiku na filosofické fakultě Univerzity Karlovy. Ještě během studií v roce 1950 začal na katedře působit jako asistent na katedře české s slovenské literatury. V roce 1953 získal titul PhDr. obhajobou práce Boje o demokratickou linii literatury v padesátých letech 19. století. Od roku 1952 pracoval v Ústavu pro českou literaturu ČSAV. Nejprve jako vědecký aspirant u Jana Mukařovského, od roku 1958 pak jako vědecký pracovník. V tomto roce rovněž obhájil kandidátskou práci s titulem Česká literatura od roku 1858 do let sedmdesátých. V ústavu pracoval s krátkými přestávkami až do roku 1990. Vedl postupně oddělení současné literatury (1967), edičního a textologického oddělení (1971), oddělení dějin české literatury (1976–1982). V letech 1964–1965 pracoval jako redaktor kulturní rubriky Rudého práva. Rovněž přednášel na filosofické a novinářské fakultě UK. V letech 1981–1982 byl rovněž externím dramaturgem Filmového studia Barrandov. Spolupracoval s divadlem Viola a s nakladatelstvím Československý spisovatel, kde byl v letech 1990–1992 ředitelem. Po odchodu do důchodu působil jako učitel na Pedagogické fakultě Univerzity Karlovy (1994–1998).
Koncem padesátých let byl vedoucím kolektivu autorů, kteří vytvořili Dějiny české literatury, díl III.. Přispíval do časopisů Česká literatura, Impuls, Literární měsíčník, Literární noviny, Orientace, Plamen  a další. Věnoval se především dějinám české literatury druhé poloviny 19. století. Byl členem řady redakčních rad a podílel se na vydání děl mnoha českých spisovatelů (Karel Čapek, Ladislav Fuks, Egon Hostovský, Josef Kainar, Jan Neruda, Ivan Olbracht, Antal Stašek, Jiří Šotola, Vladislav Vančura). K mnoha publikacím napsal doslovy.

## Spisy
- Rukověť dějin literatury pro III. ročník středních škol, 1972
- Ivan Olbracht, Praha : Československý spisovatel, 1972
- Portréty a problémy : Literárně historické interpretace, Praha : Mladá fronta, 1974
- Zlomky analýzy, Praha : Československý spisovatel, 1990